# Maratus jactatus
Maratus jactatus (biệt danh Sparklemuffin) là một loài nhện trong chi Maratus  với màu sắc sặc sỡ và điệu nhảy kỳ lạ và có khả năng nhảy múa để quyến rũ bạn tình giống như loài công. 

## Đặc điểm
Kích thước của giống nhện này khá nhỏ, chỉ khoảng 3 – 7mm chiều dài, chúng có những vạch màu xanh và đỏ rực rỡ trên bụng. Sparklermuffin trông rất giống với ba giống khác trong loài nhện công đã được phát hiện. Khi giao phối, chúng sẽ thực hiện điệu nhảy giao phối đặc trưng, nhện đực sẽ đưa ra bộ phận trông giống cái quạt ở trên lưng mình, giống như những con công trống xòe ra cái đuôi sặc sỡ. Sau đó, chúng sẽ chìa ra một cái chân và đưa nó về phía nhện cái như một lời cầu hôn, tỏ tình.